# Asperula ophiolithica
Asperula ophiolithica là một loài thực vật có hoa trong họ Thiến thảo. Loài này được Ehrend. mô tả khoa học đầu tiên năm 1975.